# Староминское сельское поселение
Староминско́е сельское поселение — муниципальное образование в Староминском районе Краснодарского края России.
В рамках административно-территориального устройства Краснодарского края ему соответствует Староминский сельский округ.
Административный центр — станица Староминская.

## Население
| 2010    | 2012    | 2013    | 2014    | 2015    | 2016    | 2017    | 2018    | 2019    |
| ------- | ------- | ------- | ------- | ------- | ------- | ------- | ------- | ------- |
| 30 099  | ↘29 983 | ↗30 085 | ↘29 945 | ↘29 876 | ↗29 962 | ↗30 116 | ↘30 030 | ↘29 992 |
| 2020    | 2021    | 2023    |         |         |         |         |         |         |
| ↘29 942 | ↗30 637 | ↘30 554 |         |         |         |         |         |         |

## Населённые пункты
В состав сельского поселения (сельского округа) входят 2 населённых пункта:
| № | Населённый пункт | Тип населённого пункта | Население (чел.) |
| - | ---------------- | ---------------------- | ---------------- |
| 1 | Староминская     | станица                | ↗30 362          |
| 2 | Жёлтые Копани    | хутор                  | ↘275             |

К 1926 году в Старо-Минской сельсовет Старо-Минского района Донского округа Северо-Кавказского края входили:
1. Балюк, хутор
2. Будка 54 км. ж. д.
3. Будка 54 км. ж. д.
4. Будка 62 км. ж. д.
5. Будка 65 км. ж. д.
6. Будка 71 км. ж. д.
7. Будка 73 км. ж. д.
8. Будка 74 км. ж. д.
9. Будка 74 км. ж. д.
10. Будка 87 км. ж. д.
11. Будка 87 км. ж. д.
12. Будка 201 км. ж. д.
13. Будка 201 км. ж. д.
14. Будка 207 км. ж. д.
15. Будка 208 км. ж. д.
16. Будка 212 км. ж. д.
17. Будка 212 км. ж. д.
18. Запорожский Клад., артель
19. Кубанец, артель
20. Сосык., хутор
21. Старо-Минская станица
22. Ст.-Минская станция
23. Трудовая Нива, артель
24. Урожай, артель
25. Хуторянин, артель